# Биопиратство
Биопиратство — практика патентования и использования в коммерческих целях различных медицинских, сельскохозяйственных и прочих ноу-хау, являющихся традиционным знанием аборигенных культур, без разрешения представителей данных культур и без выплаты им компенсации.

## Известные случаи

### Катарантус розовый

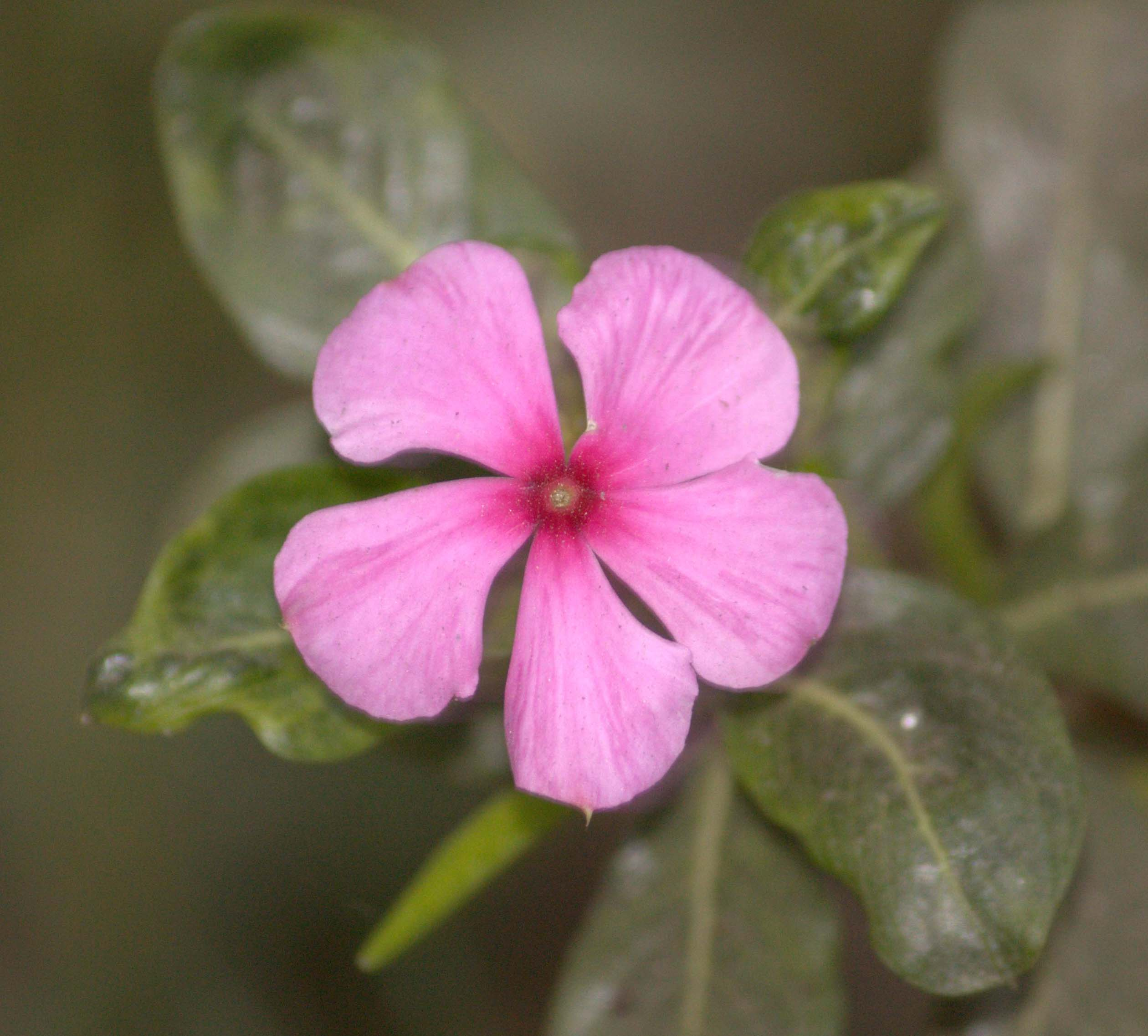
Катарантус розовый

Розовый катарантус, родиной которого является Мадагаскар, произрастал во многих тропических странах по всему миру задолго до открытия винкристина. Местные жители использовали его в качестве лекарственного растения, но отличным способом от обнаруженного, запатентованного и используемого в коммерческих целях метода компании Eli Lilly and Company. Использование данного растения в качестве лекарства для лечения диабета было хорошим стимулом для исследований, но лечение рака является более важным направлением. Согласно отчётам, в разных странах имеются различные представления о лечебных свойствах этого растения. Для лечения лимфогранулематоза используется препарат химиотерапии винбластин, также получаемый из розового катарантуса.

### Дерево ним

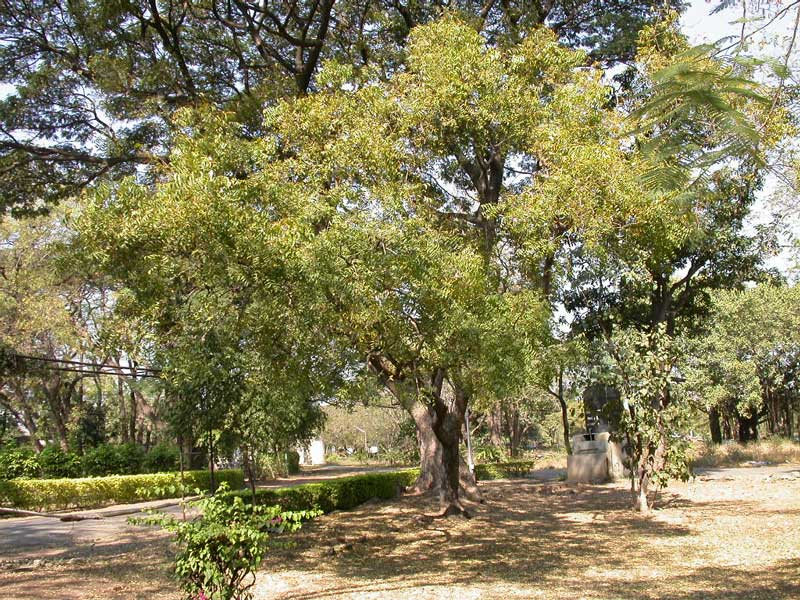
Ним

Семена дерева ним давно используются жителями индийских деревень в качестве источника пестицидов. В 1985 году компания Vikwood получила патент на способ получения пестицидов из семян нима. В 1988 году этот патент был продан компании W. R. Grace and Company. Четыре года спустя W. R. Grace начинает коммерческое использование своих патентов путём постройки завода совместно с компанией P.J. Margo Pvt. Ltd в Индии и продолжает регистрировать новые патенты в США и других странах. Помимо W. R. Grace, пестициды из семян нима производят также и другие компании. В 1992 году W. R. Grace получает новый патент и начинает серию процессов против компаний, производящих пестициды из семян нима. Это событие вызвало большой общественный резонанс и подняло вопросы биопиратства на международном уровне. В 2005 году действие патента было отменено.

### Фасоль энола
Фасоль энола, являющаяся разновидностью мексиканской желтой фасоли, была запатентована в 1999 году Ларри Проктором. Как утверждается, отличительной особенностью сорта является особый оттенок желтого. Впоследствии Ларри подал в суд на огромное количество импортёров мексиканских бобов. Результатом этого стало падение экспорта более, чем на 90 %, экономический ущерб получили более 22 тысяч мексиканцев. 14 апреля 2005 года Бюро по регистрации патентов и торговых марок США вынесло решение удовлетворить иск, поданый от имени фермеров. Патент был отменен в 2003 году, последняя апелляция против отмены патента была отклонена 10 июля 2009 года.

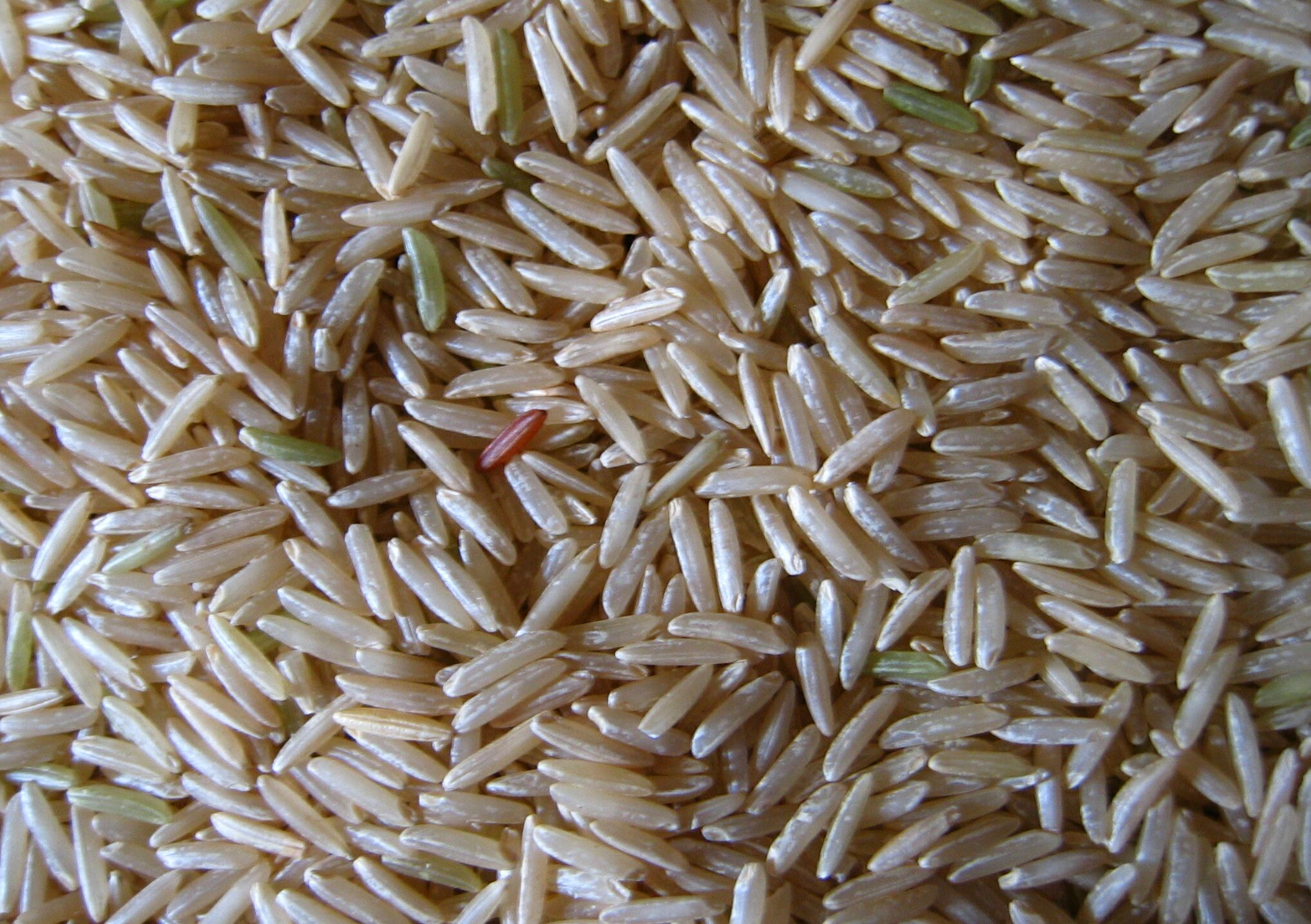
Рис сорта басмати

### Рис басмати
В 1997 году компания RiceTec Inc. получила патент на рис басмати. Индийское правительство создало специальную комиссию по решению данного вопроса, а в 2000 году патент RiceTec был ограничен тремя сортами риса.

## Юридические аспекты
Согласно статье 1 Конвенции ООН о биологическом разнообразии, её целями являются «сохранение биологического разнообразия, устойчивое использование его компонентов и справедливое и равное разделение выгод, возникающих в результате использования генетических ресурсов, и, соответственно, передачу необходимых технологий, принимая во внимание все права в отношении этих ресурсов, технологий и их финансового их обеспечения». Биопиратство связано с происходящим в последнее время процессом лишения аборигенных обществ права на генетические ресурсы и собственные знания и замены этого права правом монополий на эксплуатацию биологического разнообразия.